# 梁繼平
梁繼平（英語：Brian Leung Kai-ping；1994年6月21日—），香港本土派學者、時事評論員、《學苑》前任總編輯、《香港民族論》編者之一，負責撰寫「綜援撤限爭議與本土政治共同體」一文。早年就讀博愛醫院陳國威小學和迦密主恩中學，畢業於香港大學政治學與法學雙學位，並且前往巴黎政治大學作交換生。目前正於華盛頓大學攻讀政治學博士。
在反修例運動中被控「進入或逗留在會議廳範圍」罪及「暴動」罪，因缺席聆訊被法庭通緝。

## 參與社運
梁繼平早於2014年已經有參與雨傘革命。
梁繼平參與了2019年7月1日晚佔領立法會事件，並為唯一拉低口罩發表《香港人抗爭宣言》的示威者，並高喊「香港人冇得再輸」。在南華早報7月5日報道，梁繼平表示無悔當晚以真面目示人。 2019年9月，梁繼平與黃之鋒出席紐約港人論壇，講述反對逃犯條例修訂草案運動。
人在美國的梁繼平在社交媒體上證實2020年1月時收到警方傳票起訴「進入或逗留在會議廳範圍」罪。2020年6月接受德國之聲訪問時得知自己被加控「暴動」罪時感到驚訝。
2020年10月14日，因多次缺席聆訊，律政司在東區裁判法院獲得主任裁判官錢禮批准，發出通緝令，並押後案件。

## 外部連結
- 梁繼平：若講港獨應要改書名（页面存档备份，存于）
- 本土思辨 民族論城邦
- 香港刊物討論獨立自治被點名批評（页面存档备份，存于）